# Войны за независимость Шотландии
Во́йны за незави́симость Шотла́ндии (англ. Wars of Scottish Independence) — два военных конфликта, имевших место между независимыми Королевством Шотландия и Королевством Англия с конца XIII до середины XIV века.
Первая война (1296—1328) началась с английского вторжения в Шотландию в 1296 году и закончилась подписанием Нортгемптонского договора в 1328 году. Вторая война (1332—1357) — с поддержанного англичанами вторжения в страну претендента на шотландский престол Эдуарда Баллиоля и его партии «лишённых наследства» в 1332 году и закончилась в 1357 году подписанием Бервикского мирного договора.
Войны были частью великого национального кризиса в Шотландии, и их период стал одним из определяющих моментов в истории страны. По итогам обеих войн Шотландия сохранила свой статус независимого государства. В военном отношении, в частности, именно после них английский длинный лук стал основным оружием средневековой войны.

## Первая война за независимость (1296—1328 годы)

### Предыстория
В 1286 году умер король Шотландии Александр III, оставивший свою трёхлетнюю внучку Маргарет, которую называли «Норвежской девой», в качестве наследницы престола. В 1290 году «Стражи Шотландии» подписали Биргамский договор, давая согласие на брак Маргарет и Эдуарда Карнарвона, сына короля Англии Эдуарда I, который был двоюродным дедом Маргарет. Этот брак не создавал союза между Англией и Шотландией, поскольку шотландцы утверждали, что договор доказывает, что Шотландия — отдельная страна, независимая от Англии, и что её права, законы, свободы и обычаи являются устоявшимися и нерушимыми на все времена.
Тем временем, 26 сентября 1290 года Маргарет во время путешествия к своему новому королевству умерла вскоре после прибытия на Оркнейские острова. После её смерти появилось тринадцать претендентов на престол. Двумя основными соперниками в борьбе за корону Шотландии были Роберт Брюс, дед будущего короля Роберта I Брюса, и Джон Баллиоль, лорд Галлоуэя. Опасаясь гражданской войны между семьями и сторонниками Брюса и Баллиоля, «Стражи Шотландии» написали королю Англии Эдуарду I письмо, в котором просили его приехать на север и быть арбитром в споре между претендентами, чтобы избежать войны.
В 1291 году Эдуард I согласился встретиться со «Стражами» в Норэме. Перед началом процесса король Англии настаивал, чтобы его признали лордом-парамаунтом Шотландии. В ходе встречи армия Эдуарда I стояла на границе в полной боевой готовности, что вынуждало шотландцев принять его условия. Он дал претендентам на престол три недели, чтобы принять его условия. В отсутствие короля, без подготовленной армии и ввиду готовности англичан к вторжению у шотландцев не было выбора. Претенденты на корону признали Эдуарда I своим лордом-парамаунтом и приняли его в качестве арбитра. Их решение отчасти зависело от того, что многие из них имели большие поместья в Англии и, следовательно, потеряли бы их, если бы бросили вызов английскому королю. Тем не менее, среди претендентов были церковники, такие как епископ Уишарт, для которых такая уступка не могла быть допустима.
11 июня, выступая в роли лорда-парамаунта Шотландии, Эдуард I приказал, чтобы каждый шотландский королевский замок был временно оккупирован его силами и чтобы все шотландские государственные лица ушли в отставку, дабы потом быть переназначенными им. Два дня спустя, в Апселлингтоне, «Стражи Шотландии» и наиболее знатные шотландские дворяне собрались, чтобы присягнуть на верность Эдуарду I как лорду-парамаунту. Все шотландцы после 27 июля 1291 года обязаны были платить дань Эдуарду I — либо лично, либо через специальные центры.
С мая 1291 года было тринадцать встреч в Бервике, где претенденты на корону просили Эдуарда I решить их разногласия, и этот период известен как «Великая тяжба». Претензии большинства претендентов были отклонены, в результате чего среди них остались только Брюс, Баллиоль, Флорис V и Джон де Гастингс из Абергавенни (2-й барон Гастингс), так как они были единственными людьми, которые могли доказать своё прямое происхождение от Давида I.
3 августа Эдуард I попросил Брюса и Баллиоля выбрать сорок арбитров от каждого, в то время как он выбрал двадцать четыре, чтобы решить спор. 12 августа король Англии подписал указ, требующий сбора всех документов, которые могли касаться прав претендентов или его собственного права на господство в Шотландии, который был выполнен. 17 ноября 1292 года, а окончательно 30 ноября, большинством арбитров Джон Баллиоль был провозглашён королём и короновался в аббатстве Сконе. 26 декабря в городе Ньюкасл-апон-Тайн король Иоанн I, как теперь называли Баллиоля, поклялся, что Шотландия будет платить Эдуарду I дань. Эдуард I же в скором времени дал понять, что считает Шотландию вассальным королевством. Баллиоль, поддержанный членами фракции Брюса, изо всех сил пытался сопротивляться этому, а шотландцы возмущались требованиям английского короля. В 1294 году Эдуард I вызвал Иоанна I предстать перед ним и приказал, чтобы тот до 1 сентября этого года обеспечил его шотландскими войсками и запасами для вторжения во Францию.
По возвращении в Шотландию Иоанн I провёл встречу со своим Советом, и после нескольких дней горячих дебатов был принят план бросить вызов приказу Эдуарда I. Несколько недель спустя шотландский парламент был спешно созван, и двенадцать членов военного совета (по четыре эрла, барона и епископа) были отобраны, чтобы стать советниками короля Иоанна I.
Послы были немедленно отправлены во Францию, чтобы информировать короля Филиппа IV о планах англичан. Они также заключили договор, по которому шотландцы должны были вторгнуться в Англию, если англичане вторгнутся во Францию, в ответ французы поддержали бы шотландцев. Договор был скреплён обещанием брака между Эдуардом Баллиолем, сыном Иоанна I, и Жанной де Валуа, племянницей Филиппа IV. Был заключён и другой договор, с королём Норвегии Эриком II, по которому он должен был поставить на сумму 50 000 гроутов 100 кораблей в течение четырёх месяцев в году, пока военные действия между Францией и Англией продолжались. Норвегия никогда не была активна в этом направлении, а франко-шотландский союз, позже получивший название Старый союз, часто продлевался до 1560 года.
Не позднее 1295 года Эдуарду I стало известно о тайных франко-шотландских переговорах. В начале октября он начал укреплять свою северную границу, чтобы защититься от возможного вторжения. Именно в этот момент Роберт Брюс, 6-й лорд Аннандэйла, отец будущего короля Роберта I Брюса, был назначен королём Англии правителем замка Карлайл. Эдуард I также приказал Иоанну I уступить ему контроль над замками и укреплениями в Бервике, Джедбурге и Роксбурге. В декабре более 200 арендаторов Эдуарда I в Ньюкасле были призваны в ополчение, и в феврале—марте 1296 года отплыли на север, чтобы соединиться с его сухопутными войсками.
Манёвры английских войск вдоль англо-шотландской границы не остались незамеченными. В ответ король Иоанн I призвал всех шотландцев, способных носить оружие, собраться в Каддонли 11 марта. Часть шотландской знати предпочла проигнорировать повестку, в том числе Роберт Брюс, чьи поместья в Каррике были захвачены Иоанном I и переданы Джону Комину «Красному».

### Начальный период войны: 1296—1306 годы
Первая шотландская война за независимость может быть условно разделена на четыре этапа: первое английское вторжение и успехи 1296 года; кампании под руководством Уильяма Уоллеса, Эндрю Морея и других шотландских «Стражей» с 1297 года до переговоров Джона Комина об общешотландском урегулировании в феврале 1304 года; новая кампания, возглавленная Робертом Брюсом после убийства им Джона Комина в Дамфрисе в 1306 году и Битва при Бэннокберне в 1314 году; заключительный этап шотландских дипломатических инициатив и военных кампаний в Шотландии, Ирландии и северной Англии с 1314 года до заключения Эдинбургско-нортгемптонского договора в 1328 году.

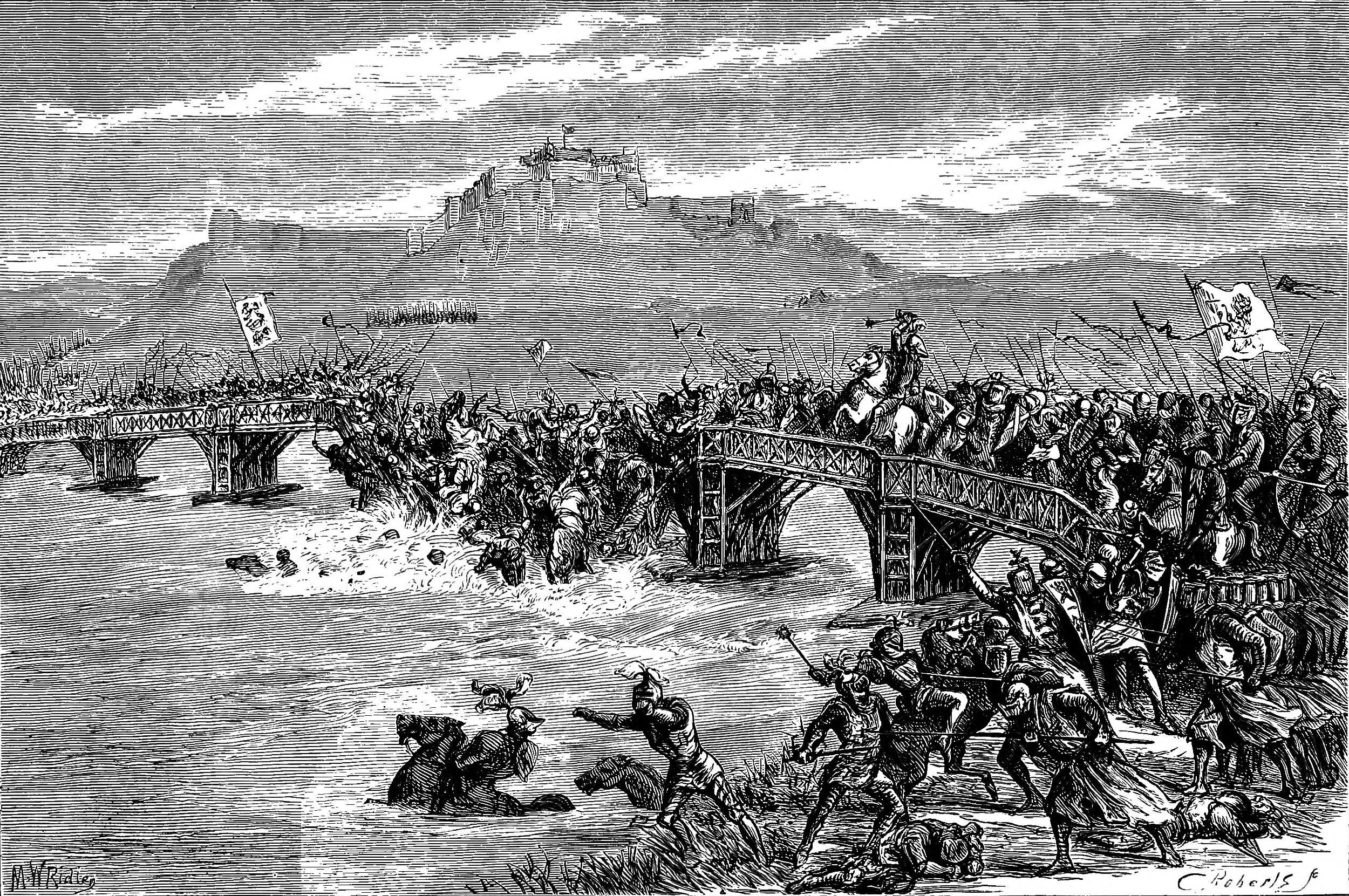
Битва на Стерлингском мосту 1297 года.

Война по-настоящему началась после нападения Эдуарда I на Бервик, после чего происходит поражение шотландцев в битве при Данбаре 27 апреля. Король Иоанн I Баллиоль отрекается от престола в июле. В ходе своей кампании вторжения к августу англичане оккупировали большую часть страны, и после того, как Скунский камень был вывезен из аббатства Сконе и перевезён в Вестминстерское аббатство, Эдуард I созвал парламент в Бервике, где шотландская знать принесла ему оммаж как королю Англии. Шотландия осталась единой, но была завоёвана.
Восстания, начавшиеся в начале 1297 года под руководством Уильяма Уоллеса, Эндрю де Морея и других шотландских дворян, вынудили Эдуарда I направить дополнительные силы в Шотландию, и хотя им удалось заставить капитулировать знать в Ирвине, Уоллес и де Морей продолжали восстание, которое в конце концов привело к первой ключевой шотландской победе в битве на Стерлингском мосту. Эндрю де Морей был смертельно ранен в бою под Стерлингом и умер вскоре после битвы. За этим последовали шотландские рейды в северной Англии и назначение Уоллеса «Хранителем Шотландии» в марте 1298 года. Но в июле Эдуард I со своей армией снова вторгся в Шотландию, намереваясь сокрушить Уоллеса и его последователей, и разбил шотландцев в битве при Фолкерке. Но Эдуард I не смог покорить Шотландию полностью, перед тем как вернуться в Англию.
После этого, однако, точных данных о Уоллесе и о том, что он делал после битвы при Фолкерке, нет, есть несколько версий. По некоторым источникам, Уоллес отправился во Францию, чтобы сражаться за французского короля против англичан в его продолжавшейся войне против них, в то время как епископ Сен-Эндрюсский Уильям де Ламберт, который оказал большую поддержку во время Шотландского спора, отправился в Рим к Папе.
Преемниками Уоллеса стали Роберт Брюс и Джон Комин в качестве объединившихся «Стражей», вместе с Уильямом де Ламбертом, епископом Сен-Эндрюсским, который был назначен в 1299 году в качестве третьей, нейтральной стороны, чтобы попытаться обеспечить порядок между ними. В течение этого года дипломатическое давление со стороны Франции и Рима убедило Эдуарда I освободить из заключения короля Иоанна I по распоряжению Папы, и Уоллес был направлен во Францию, чтобы искать помощи Филиппа IV; и он, возможно, также отправился в Рим.
Дальнейшие кампании Эдуарда I в 1300 и 1301 годах привели к перемирию между шотландцами и англичанами в 1302 году. После очередной кампании 1303—1304 годов Стерлинг, последняя крупная шотландская крепость, была взята англичанами, и в феврале 1304 года переговоры привели к тому, что большинство шотландских дворян принесли Эдуарду оммаж, и Шотландия осталась единой, но капитулировала. К этому моменту Роберт Брюс и Уильям де Ламберт, возможно, заключили союз, направленный на то, чтобы Брюс занял шотландский трон и продолжал борьбу. Тем не менее, де Ламберт происходил из семьи, связанной с фракцией Баллиоля-Комина, поэтому его настоящие симпатии неизвестны.
После поимки и казни Уоллеса в 1305 году Шотландия, казалось, была окончательно завоёвана, и восстания на какой-то период прекратились.

### Период войны в правление короля Роберта I Брюса: 1306—1328 годы
10 февраля 1306 года во время встречи между Робертом Брюсом и Джоном Комином, двумя оставшимися претендентами на шотландский трон, Брюс поссорился с Комином и убил его на Грейфрайерз-Кирк в Дамфрисе. С этого момента снова вспыхнуло шотландское восстание.
Комин, похоже, нарушил соглашение между ними и сообщил королю Эдуарду I о планах Брюса стать королём Шотландии. Соглашение заключалось в том, что один из двух претендентов откажется от своих претензий на трон Шотландии, но получит от другого земли и всяческую поддержку. Комин, вероятно, думал, как заполучить и земли, и трон, а Брюса предать англичанам. Посланник с письмом от Комина к Эдуарду I был перехвачен Брюсом и его сторонниками, и причастность Комина ко всему этому стала явной. Брюс затем сплотил шотландских прелатов и дворян вокруг себя и 25 марта 1306 года был коронован королём Шотландии в Сконе менее чем через семь недель после убийства в Дамфрисе. Затем Роберт I начал новую кампанию, чтобы освободить своё королевство.

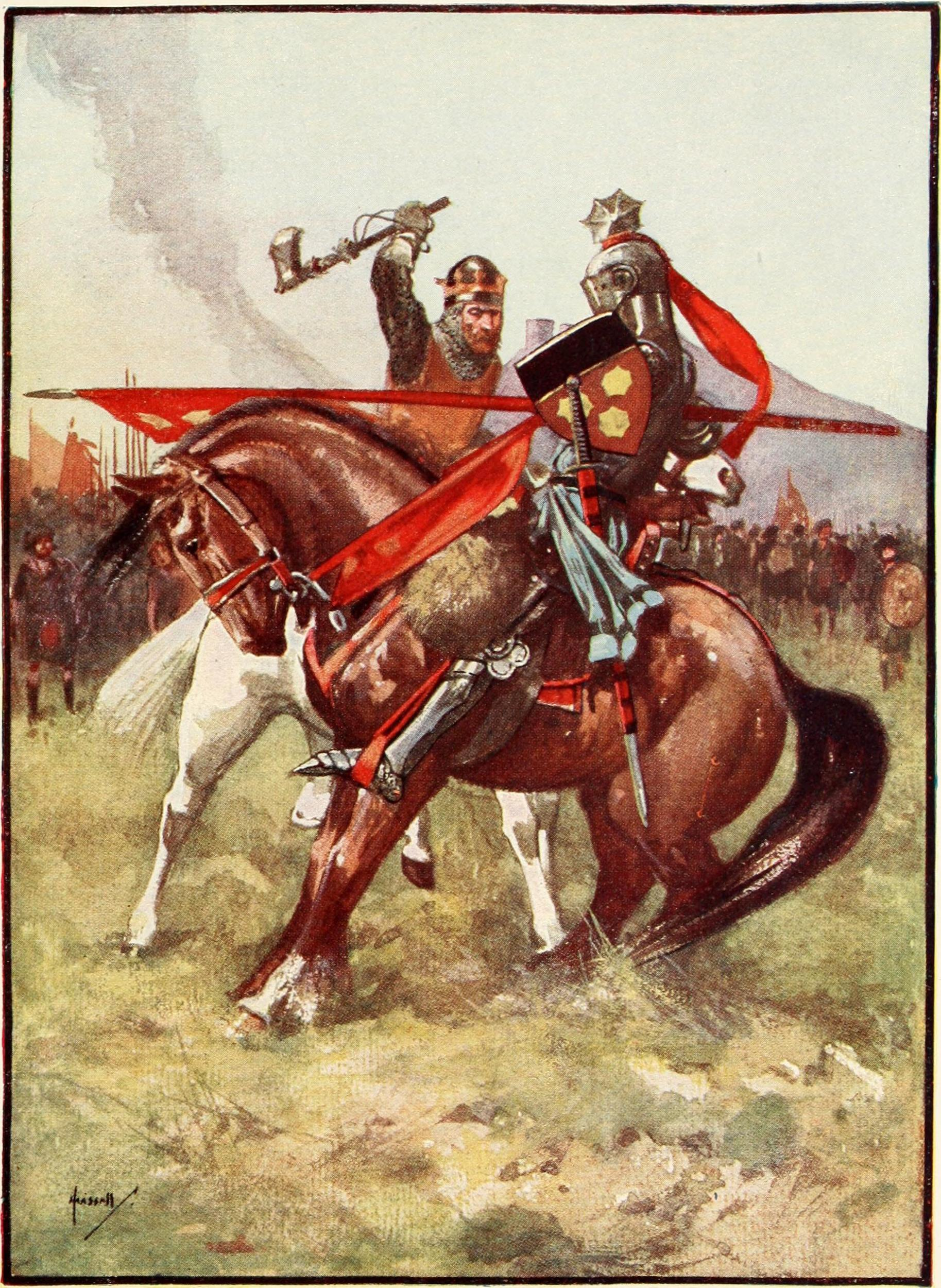
Роберт Брюс убивает Генри де Богуна в поединке перед битвой при Бэннокберне.

Однако, вскоре Роберт I потерпел поражения от англичан в битвах при Метвене и Дэрлае и был изгнан из основной части Шотландии как преступник. Впоследствии Роберт I Брюс вышел из подполья в 1307 году. Шотландцы стекались к нему, и он победил англичан в ряде сражений. Его войска продолжали расти и одерживать победы, в том числе ввиду смерти Эдуарда I в июле 1307 года. Битва при Бэннокберне в 1314 году стала особенно важной шотландской победой.
В 1320 году Арбротская декларация была послана группой шотландских дворян Папе, и в ней утверждалась независимость Шотландии от Англии. Две аналогичных декларации были также направлены духовенству и Роберту I. В 1327 году король Англии Эдуард II был свергнут и убит. Вторжение Роберта I Брюса в северную Англию вынудило нового короля Эдуарда III подписать Нортгемптонский договор 1 мая 1328 года, который признавал независимость Шотландии с Робертом Брюсом в качестве короля. Для дальнейшего укрепления мира сын и наследник Роберта I Давид женился на сестре Эдуарда III Джоанне.

## Вторая война за независимость: 1332—1357 годы
После смерти Роберта Брюса шотландский король Давид II был ещё слишком молод, чтобы править, поэтому регентство взял на себя Томас Рэндольф, граф Моррей. Но Эдуард III, несмотря на то, что его имя стояло на Нортигемптонском договоре, был полон решимости отомстить за унижения со стороны шотландцев, и в этом он мог рассчитывать на помощь со стороны Эдуарда Баллиоля, сына Иоанна Баллиоля и претендента на шотландский трон.
Эдуард III также имел поддержку шотландской знати во главе с Баллиолем и Генри Бомонтом, известной как «обездоленные». Эта группа дворян поддержала англичан в Первой войне за независимость, а после Баннокберна Роберт Брюс дал им год для того, чтобы вернуться в родную страну. Когда они отказались, он лишил их титулов и земель, раздав их своим союзникам. Когда был заключён мир, они не получили военных репараций. Эти «обездоленные» жаждали вернуть свои старые земли и хотели, чтобы мир был нарушен.
Граф Морей умер 20 июля 1332 года. Шотландское дворянство собралось в Перте, где они избрали Думнала II, графа Мара, новым «Стражем». Тем временем небольшая группа во главе с Баллиолем шла на судах по Хамберу. Состоя из «обездоленных» дворян и наёмников, силы этой группы насчитывали, вероятно, не более нескольких сотен человек.
Эдуард III на тот момент формально ещё был в мире с Давидом II, поэтому их отношения с Баллиолем они намеренно скрывали. Он, конечно, понимал, что происходит, и Баллиоль, вероятно, принёс ему оммаж в тайне до отъезда, но отчаянная схема Баллиоля казалась обречённой на провал. Эдуард поэтому не разрешил Баллиолю вторгнуться в Шотландию со всей реки Твид: это было бы слишком открытым нарушением мирного договора. Он согласился закрыть глаза на вторжение с моря, но дал понять, что будет наблюдать за ними и конфискует все их английские земли, если Баллиоль и его товарищи потерпят неудачу.
«Обездоленные» высадились в Кингхорне, в области Файф, 6 августа. Новости об их вторжении опередили их, и когда они шли к Перту, то путь им перекрыла большая шотландская армия, состоящая в основном из пехотинцев, возглавляемая новым «Стражем». Произошло сражение, в котором шотландское войско потерпело поражение
В битве при Даплин-Муре армия Баллиоля под командованием Генри Бомонта также победила превосходивших их числом шотландцев. Бомонт использовал ту же тактику, которую англичане сделают известной во время Столетней войны, со спешившимися рыцарями в центре и лучниками по флангам. Оказавшись под убийственным дождём стрел, большинство шотландцев не достигли линии противника. Когда бойня была, наконец, закончена, эрл Мар, сэр Роберт Брюс (незаконнорождённый сын короля Роберта Брюса), многие дворяне и около 2000 шотландцев были убиты. Эдуард Баллиоль короновался королём Шотландии сначала в Перте, а затем — вновь, в сентябре, в аббатстве Сконе. Успех Баллиоля удивил Эдуарда III, и, опасаясь, что вторжение Баллиоля в конечном счёте потерпит неудачу, ведущую к вторжению шотландцев в Англию, он двинулся со своей армией на север.
В октябре сэр Арчибальд Дуглас, теперь «Страж Шотландии», заключил перемирие с Баллиолем — якобы для того, чтобы позволить шотландскому парламенту собраться и решить, кто их истинный король. Ободрённый перемирием, Баллиоль уволил большую часть своих английских войск и переехал в Аннан, на северном берегу Солуэй-Ферт. Он выпустил два публичных письма, говоря, что с помощью Англии он вернул себе своё королевство, и признавал, что Шотландия всегда была леном Англии. Он также пообещал земли для Эдуарда III на границе, в том числе Бервик-ап-Твид, и что он будет служить Эдуарду III до конца своей жизни. Но в декабре Дуглас напал на Баллиоля в Аннане в первые часы утра. Большинство людей Баллиоля было убито, хотя сам он сумел бежать через отверстие в стене и убежал голым на коне в Карлайл.
В апреле 1333 года Эдуард III и Баллиоль с большой английской армией осадили Берик. Арчибальд Дуглас попытался снять осаду с города в июле, но потерпел поражение и был убит в битве при Халидон-Хилле. Давид II и королева были перевезены в безопасный замок Дамбартон, в то время как Берик сдался и был присоединён к Эдуарду. К этому времени большая часть Шотландии находилась под английской оккупацией, причём восемь округов Среднешотландской низменности были переданы Англии Эдуардом Баллиолем.
В начале 1334 года Филипп VI Французский предложил перевезти Давида II и его двор во Францию, с тем чтобы они получили там убежище, и в мае они приехали во Францию, создав своего рода «правительство в изгнании» в замке Шато-Гайар в Нормандии. Филипп также решил сорвать шедшие тогда англо-французские переговоры (в то время Англия и Франция вели споры, которые вскоре приведут к Столетней войне), заявив Эдуарду III, что любой договор между Францией и Англией должен включать в себя пункт о судьбе изгнанного шотландского короля.
В отсутствие Давида многие «Стражи» продолжали борьбу. В ноябре Эдуард III вторгся в Шотландию снова, но он достиг немного и отступил в феврале 1335 года; это было связано прежде всего с тем, что ему не удалось включить лояльных шотландцев в бои на своей стороне. Он и Эдуард Баллиоль снова вернулись с 13000-й армией в июле и начали наступление через Шотландию, сначала на Глазго, а затем на Перт, где расположился сам Эдуард III, в то время как его армия уничтожала и разграбляла окружающую сельскую местность. В это время шотландцы следовали плану «избегания сражений», ограничиваясь только небольшими атаками тяжёлой кавалерии, — обычная практика того времени. Некоторые шотландские лидеры, в том числе эрл Атолл, который вернулся в Шотландию вместе с Эдуардом Баллиолем в 1332—1333 годах, перешли во фракцию Брюса.
После возвращения Эдуарда в Англию остальные лидеры шотландского сопротивления выбрали сэра Эндрю Мюррея «Стражем». Вскоре он заключил перемирие с Эдуардом до апреля 1336 года, в период которого различные французские и папские эмиссары пытались договориться о мире между двумя странами. В январе шотландцы составили проект договора, согласившись признать престарелого и бездетного Эдуарда Баллиоля королём, в то время как Давид II будет его наследником, и Давид смог бы покинуть Францию, чтобы жить в Англии. Тем не менее, Давид II отклонил предложение мира и дальнейшего перемирия. В мае английская армия под командованием Генри Гросмонта Ланкастера вторглась в Шотландию, а после неё, в июле, — другая армия, под командованием короля Эдуарда. Вместе они опустошили большую часть северо-востока и атаковали Элгин и Абердин, а третья армия разорила юго-запад и долину Клайд. Ввиду этого вторжения король Франции Филипп VI объявил, что считает своим долгом оказание помощи Шотландии всеми силами, которые есть в его власти, что у него большой флот и что его армия готовится к вторжению в Англию. Эдуард вскоре вернулся в Англию, в то время как шотландцы под командованием Мюррея захватили и разрушили ряд английских крепостей и разорили окрестности, делая их непригодными для англичан.
Хотя Эдуард III вторгся снова, он всё более тревожился по поводу возможного французского вторжения, и к концу 1336 года шотландцы обрели контроль над практически всей Шотландией, и к 1338 году ситуация поменялась. Хотя «Чёрная Агнесс», графиня-консорт Данбара и Марча, продолжала сопротивляться в осаждённом английском замке Данбаре, «осыпая» осаждавших вызовами и оскорблениями со стен, Шотландия получили некоторую передышку, когда Эдуард III объявил себя королём Франции и взял свою армию во Фландрию, начиная Столетнюю войну с Францией.
В конце осени 1335 года Стратбоги, «обездоленный» эрл Атолл, и Эдуард III намеревались уничтожить шотландское сопротивление, лишив земель и убив шотландских свободных крестьян. Стратбоги после этого начал осаду замка Килдамми, удерживаемого леди Кристиан Брюс, сестры покойного Роберта Брюса и жены «Стража» Эндрю де Морея. Её муж двинул армию к её замку и быстро снял осаду, хотя числом его воины уступали противнику в пять раз. Правда, многие из солдат Стратбоги были впечатлены шотландцами и не были лояльны англичанам и узурпатору Баллиолю. Скованная атакой на флангах во время спуска с холма, армия Стратбоги сломалась, и сам Стратбоги отказался сдаться и был убит. Битва при Кулбиане была концом попыток Баллиоля свергнуть короля Шотландии.
Таким образом, всего за девять лет с таким трудом отстоянное Робертом Брюсом королевство было уничтожено и снова возродилось. Многие из его опытных дворян были мертвы, и экономика, которая едва начала оправляться от предыдущих войн, снова лежала в руинах. Страна была бедна и нуждалась в мире и хорошем правительстве, и Давид II смог наконец вернуться в Шотландию в середине 1341 года.
Когда Давид вернулся, он был полон решимости жить памятью своего выдающегося отца. Он игнорировал перемирие с Англией и хотел быть союзником Филиппа VI в первые годы Столетней войны. В 1341 году он возглавил рейд против Англии, вынудив Эдуарда III вести армию на север, чтобы укрепить границы. В 1346 году после новых шотландских рейдов Филипп VI предложил ему начать вторжение в Англию, чтобы облегчить французам захват английского Кале. Давид с радостью принял это предложение и лично возглавил шотландскую армию, вышедшую на юг с целью захвата Дарема. В ответ на это английская армия двинулась на север от Йоркшира, чтобы противостоять шотландцам. 14 октября в битве при Невиллс-Кроссе шотландцы потерпели поражение. Они понесли тяжёлые потери, и Давид был ранен в лицо двумя стрелами, прежде чем попал в плен. Он оказался достаточно сильным, однако, чтобы выбить два зуба своему пленителю. После периода выздоровления он был заключён в Тауэр, где был в плену в течение одиннадцати лет, пока Шотландией правил его племянник, Роберт Стюарт. Эдуард Баллиоль вскоре после этого вернулся в Шотландию с небольшим отрядом в последней попытке восстановить свою власть в Шотландии. Он успел лишь обрести контроль над некоторыми районами Голлоуэя, где его сокращавшиеся военные силы находились до 1355 года. В конце концов он отказался от претензий на шотландский трон в 1356 году и умер бездетным в 1361 году.
Наконец, 3 октября 1356 года Давид был выпущен из тюрьмы в соответствии с Бервикским договором, по которому шотландцы согласились выплатить огромный выкуп в 100 тысяч мерков за него (1 мерк был тогда равен 2/3 английского фунта), подлежащий выплате в течение 10 лет. Тяжёлые налоги были необходимы для получения средств для выкупа, который предстояло выплачивать в рассрочку, и это привело к отчуждению Давида от его подданных, так как он использовал их деньги для своих собственных целей. Страна находилась в плачевном состоянии: она была разорена войной и Чёрной смертью. Первая часть выкупа была выплачена вовремя. Вторая — уже значительно позже, и после этого платить стало уже нечем.
В 1363 году Давид отправился в Лондон и согласился, что если он умрёт бездетным, то корона Шотландии перейдёт к Эдуарду (его шурину) или одному из его сыновей, а Скутский камень будет возвращён в Шотландию для их коронации как её королей. Однако это, кажется, было не более чем достаточной нечестной попыткой повторных переговоров о выкупе, так как Давид прекрасно знал, что парламент отклонит такое предложение. Шотландцы же отказались от этого предложения и продолжали платить выкуп (к настоящему времени увеличенный до 100 тысяч фунтов). 25-летнее перемирие было заключено в 1369 году, и договор 1365 года был отменён, взамен был заключён новый — в пользу шотландцев ввиду влияния войны во Франции. Новый договор учитывали 44 000 мерков, уже заплаченные, которые вычитались из первоначальных 100 000, и остаток нужно было платить частями по 4000 в течение следующих 14 лет.
Когда Эдуард умер в 1377 году, было ещё 24 000 мерков задолженности, которые не были оплачены. Давид потерял популярность и уважение своих вельмож, когда он женился на вдове незначительного лэрда после смерти своей английской жены. Сам он умер в феврале 1371 года.
К концу кампании Шотландия была независимой и осталась таковой до объединения английской и шотландской короны в 1603 году, когда королевство Англия, уже в личной унии с королевством Ирландия, было унаследовано шотландским королём Яковом VI. Формальное объединение королевства Англия и королевства Шотландия, создавшее единое королевство Великобритания, было завершено Договором об объединении 1707 года.

## Важные битвы и события
- Взятие Берика, 1296
- Битва при Данбаре, 1296
- Битва на Стерлингском мосту, 1297
- Битва при Фолкерке, 1298
- Битва при Рослин, 1303
- Битва при Хэппрю, 1304
- Падение замка Стерлинг, 1304
- Битва при Мевине, 1306
- Битва при Дэлрай, 1306
- Битва при Глен-Трул, 1307
- Битва при Лаудон-Хилле, 1307
- Битва при Слихе, 1307
- Битва при Инверури, 1308
- Битва при перевале Брандера, 1308
- Битва при Бэннокберне, 1314
- Битва при Конноре, 1315
- Битва при Скамире, 1316
- Битва при Скеррисе, 1316
- Битва на Фогхартских холмах, 1318
- Взятие Берика, 1318
- Битва при Майтоне, 1319
- Арбротская декларация, 1320
- Битва при Боробридже, 1322
- Битва при Старом Байленде, 1322
- Корбейский договор, 1326
- Битва в Стэнхоупском парке, 1327
- Нортгемптонский договор, 1328
- Битва при Дапплин-Муре, 1332
- Битва при Халидон-Хилле, 1333
- Битва при Дорноке, 1333
- Битва при Боромире, 1335
- Битва при Кулблане, 1335
- Битва при Невиллс-Кроссе, 1346
- Берикский договор, 1357